# منهيدن
منهيدن، والمعروفة أيضًا باسم موسبونكر، و بونكر، و"أهم سمكة في البحر"، هي أسماك علفية من جنس بريفورتيا وإيثميديوم، جنسان من الأسماك البحرية في رتبة الصابوغيات. المنهيدن عبارة عن مزيج من كلمة بوغادن (بوغي باختصار) وكلمة ألغونكوينية تشبه كلمة ناراغانسيت مونواهاتيوغغ، المشتقة من مونوهكوهتيو (يُخصِّب)، في إشارة إلى استخدامهم للأسماك كسماد. يُعتقد عمومًا أن تيسكوانتوم (المعروف أيضًا باسم سكوانتو) نصح الحجاج بزراعة المنهيدن مع محاصيلهم.

## الوصف
سمك المنهيدن مسطح وله لحم طري وذيل متشعب بعمق. نادرًا ما يتجاوز طوله 38 سم، ولديه نطاق وزنه متغير. سمك المنهيدن الخليجي وسمك المنهيدن الأطلسي سمكتان صغيرتان ذات لحم زيتي ولهما لون فضي لامع وتتميزان بسلسلة من البقع الأصغر خلف البقعة العضدية الرئيسية. تميل إلى أن يكون لها قشور أكبر من سمك المنهيدن ذو الزعانف الصفراء وسمك المنهيدن ذو القشور الدقيقة. بالإضافة إلى ذلك، فإن شعاع ذيل سمك المنهيدن ذو الزعانف الصفراء أصفر لامع على النقيض من شعاع ذيل سمك المنهيدن الأطلسي.

## التوزيع
- تنتشر أسماك المنهيدن ذات الحجم الدقيق من يوكاتان إلى لويزيانا.
- تنتشر أسماك المنهيدن ذات الزعانف الصفراء من لويزيانا إلى فرجينيا.
- تنتشر أسماك المنهيدن الخليجية من شبه جزيرة يوقطان بالمكسيك إلى خليج تامبا بولاية فلوريدا.
- تنتشر أسماك المنهيدن الأطلسية من خليج جوبيتر بولاية فلوريدا إلى نوفا سكوشا، وتهاجر أسماك المنهيدن الأطلسية موسميًا على طول الساحل، وفي شهر يونيو، تتواجد الأسماك البالغة عادةً في الجزء الشمالي من الساحل مع الأسماك الصغيرة والصغار الموجودة في الجزء الجنوبي.
- تتواجد الأنواع المختلفة من سمك المنهيدن في أي مكان من المياه المصبيّة إلى الجرف القاري، تنمو سمكة المنهيدن في المياه الأقل ملوحة في مصبات الأنهار ويمكن العثور عليها في الخلجان والبحيرات الضحلة، وكذلك عند مصبات الأنهار، ويبدو أن الأسماك البالغة تفضل درجات حرارة المياه القريبة من 18 درجة مئوية.

## علم البيئة
تتغذى أسماك المنهيدن بالترشيح وتتنقل في أسراب كبيرة وبطيئة الحركة ومكتظة بأفواه مفتوحة. تتغذى أسماك المنهيدن بالترشيح عادةً على "المواد بنفس النسب الموجودة في المياه المحيطة". تمتلك أسماك المنهيدن مصدرين رئيسيين للغذاء: العوالق النباتية والعوالق الحيوانية. يختلف النظام الغذائي لأسماك المنهيدن بشكل كبير على مدار حياتها، ويرتبط ارتباطًا مباشرًا بحجمها. أصغر أسماك المنهيدن، عادةً تلك التي يقل عمرها عن عام واحد، تتغذى بشكل أساسي على العوالق النباتية. بعد هذا العمر، تتحول أسماك المنهيدن البالغة تدريجيًا إلى نظام غذائي يتكون بشكل شبه حصري من العوالق الحيوانية.
أسماك المنهيدن هي حيوانات آكلة للحوم والنباتات تتغذى عن طريق ترشيح العوالق والطحالب من الماء. جنبًا إلى جنب مع المحار، الذي يقوم بتصفية المياه على قاع البحر، تلعب أسماك المنهيدن دورًا رئيسيًا في السلسلة الغذائية في مصبات الأنهار والخلجان. تعد أسماك المنهيدن الأطلسية حلقة وصل مهمة بين العوالق والحيوانات المفترسة على المستوى العلوي. نظرًا لقدرتها على التغذية بالترشيح، "تستهلك أسماك المنهيدن وتعيد توزيع كمية كبيرة من الطاقة داخل خليج تشيسابيك وبين مصبات الأنهار الأخرى والمحيط الساحلي". نظرًا لأنها تلعب هذا الدور، ووفرتها، فإن أسماك المنهيدن هي نوع من الفرائس التي لا تقدر بثمن للعديد من الأسماك المفترسة، مثل سمك القاروص المخطط، والسمك الأزرق، والإسقمري، والسمك المفلطح، والتونة، والأسماك الطبلية، وأسماك القرش. كما أنها تشكل مصدرًا غذائيًا مهمًا للغاية للعديد من الطيور، بما في ذلك طيور البلشون، والعقاب النساري، وطيور النورس، والأطليش الشمالي، والبجع.
في عام 2012، أعلنت لجنة مصايد الأسماك البحرية في الولايات الأطلسية أن أسماك المنهيدن الأطلسية قد استنفدت بسبب الصيد الجائر. وكان القرار مدفوعًا بمشاكل تتعلق بجودة المياه في خليج تشيزبيك وفشل الجهود لإعادة إدخال الأنواع المفترسة، بسبب نقص أسماك المنهيدن التي يمكن أن تتغذى عليها.
إن أسماك المنهيدن تشكل أهمية بالغة ليس فقط بسبب مكانتها كنوع رئيسي في شبكة الغذاء، بل وأيضاً بسبب خدماتها البيئية. فالطريقة التي تتغذى بها أسماك المنهيدن على العوالق النباتية تساعد في التخفيف من ازدهار الطحالب السامة. وهذه الطحالب، التي غالباً ما تكون ضارة بعدد من أنواع الأسماك والطيور والثدييات البحرية، تخلق ظروفاً من نقص الأكسجين. والعوالق النباتية التي تفترسها هي كائنات حية تقوم بعملية التمثيل الضوئي، وتحول ضوء الشمس إلى طاقة تنتقل بعد ذلك إلى أسماك المنهيدن ثم إلى أنواع أكبر من الأسماك أو غيرها من الكائنات البحرية الأكبر حجماً مثل الطيور أو الثدييات. والنتيجة المترتبة على هذا السلوك هي أنه إذا تم القضاء على أسماك المنهيدن أو تقليص أعدادها بشكل كبير، فإن وسائل نقل الطاقة بين المستويات الغذائية محدودة، مما يجعل أسماك المنهيدن نوعاً رئيسياً حقيقياً يقدم خدمات بيئية لا تقدر بثمن للبشر.

## الاستخدام البشري
لا يتم استخدام سمك المنهيدن بشكل مباشر في الطعام، بل يتم معالجته وتحويله إلى زيت السمك ودقيق السمك الذي يستخدم كمكون غذائي وأعلاف للحيوانات ومكملات غذائية. يحتوي لحم السمك على نسبة عالية من دهون أحماض أوميغا 3 الدهنية. كما يستخدم زيت السمك المصنوع من سمك المنهيدن كمادة خام لمنتجات مثل أحمر الشفاه.